# 아프리키야 항공의 운항 노선
아프리키야 항공은 2010년 7월 기준으로 다음과 같은 노선들을 운항하고 있으며 2011년 리비아 내전으로 인해 현재는 4개의 노선만 취항하고 있다.

## 운항 노선

### 아시아

#### 서남아시아
- 사우디아라비아
  - 제다 - 킹 압둘아지즈 국제공항
- 아랍에미리트
  - 두바이 - 두바이 국제공항
- 요르단
  - 암만 - 퀸 알리아 국제공항

### 아프리카

#### 동아프리카
- 수단
  - 하르툼 - 하르툼 국제공항

#### 북아프리카
- 리비아
  - 트리폴리 - 트리폴리 국제공항 허브
  - 벵가지 - 벵가지 국제공항 포커스 시티
  - 미스라타 - 미스라타 공항
  - 세바 - 세바 공항
- 모로코
  - 카사블랑카 - 모하메드 V 국제공항
- 알제리
  - 알제 - 우아리 부메디엔 국제공항
- 이집트
  - 카이로 - 카이로 국제공항
  - 알렉산드리아 - 보르그엘아랍 국제공항
- 튀니지
  - 튀니스 - 튀니스 카르타고 국제공항
  - 모나스티르 - 모나스티르 하비브 부르기바 국제공항
  - 스팍스 - 스팍스 티나 국제공항

### 유럽

#### 남유럽
- 튀르키예
  - 이스탄불 - 아타튀르크 국제공항

## 단항 노선

### 아시아

#### 동아시아
- 중화인민공화국
  - 베이징 - 베이징 서우두 국제공항

#### 남아시아
- 방글라데시
  - 다카 - 샤잘랄 국제공항

### 아프리카

#### 서아프리카
- 가나
  - 아크라 - 아크라 코토카 국제공항
- 니제르
  - 니아메 - 니아메 디오리 하마니 국제공항
- 말리
  - 바마코 - 바마코 세누 국제공항
- 모리타니
  - 누악쇼트 - 누악쇼트 국제공항
- 베냉
  - 코토누 - 코토누 카제훈 국제공항
- 부르키나파소
  - 와가두구 - 와가두구 국제공항
- 세네갈
  - 다카르 - 다카르 레어폴 세달 생고르 국제공항
- 카메룬
  - 두알라 - 두알라 국제공항
- 코트디부아르
  - 아비장 - 아비장 포트 부엣 국제공항
- 토고
  - 롬 - 롬 국제공항

#### 남아프리카
- 남아프리카 공화국
  - 요하네스버그 - OR 탐보 국제공항

#### 동아프리카
- 중앙아프리카 공화국
  - 방기 - 방기 음포코 국제공항
- 차드
  - 은자메나 - 은자메나 국제공항
- 콩고 민주 공화국
  - 킨샤사 - 킨샤사 은지리 국제공항

### 유럽

#### 서유럽
- 영국
  - 런던 - 런던 히드로 국제공항
  - 런던 - 런던 개트윅 국제공항
- 프랑스
  - 파리 - 파리 샤를 드 골 국제공항
- 독일
  - 뒤셀도르프 - 뒤셀도르프 국제공항
- 네덜란드
  - 암스테르담 - 암스테르담 스키폴 국제공항
- 벨기에
  - 브뤼셀 - 브뤼셀 국제공항

#### 남유럽
- 이탈리아
  - 로마 - 레오나르도 다 빈치 국제공항
  - 밀라노 - 밀라노 말펜사 국제공항

#### 동유럽
- 러시아
  - 모스크바 - 도모데도보 국제공항 전세편 노선